# Oedothorax meridionalis
Oedothorax meridionalis là một loài nhện trong họ Linyphiidae.
Loài này thuộc chi Oedothorax. Oedothorax meridionalis được Andrei V. Tanasevitch miêu tả năm 1987.